# Cultura de Jastorf
La cultura de Jastorf és una cultura de la prehistòria localitzada al nord d'Alemanya que va viure entre el segle VII aC i els primers anys de l'era cristiana. Es considera un dels antecessors dels pobles germànics
La seva gent continuava enterrant els morts en urnes, com a l'edat precedent però les seves eines mostren un ús creixent del ferro i una major complexitat que fa que no es pugui assimilar a la cultura de l'edat del bronze. Aquestes eines presenten influència de la cultura de Hallstatt.